# Рікутю-Кайган
Рікутю-Кайган (яп. 陸中海岸国立公園) — національний парк Японії, що розташований на півночі острова Хонсю у префектурах Івате і Міяґі. Створений 2 травня 1955 року. Парк включає вузьку 180-кілометрову зону морського узбережжя, яка цікава прикладами морської ерозії в скельних породах (скальні пости, горти тощо). Північна частина характеризується крутими берегами, в той час як південна відрізняється безліччю заток і невеликих бухт. Популярний пляж Дзьодогагама розташований в центрі парку, за містом Міяко. Тут багато червоних сосен і рододендронів, кілька цікавих видів птахів, серед яких чорнохвостий мартин і буревісник. Площа парку — 123,5 кв².